# Ženski odbojkaški klub Split 1700
Lo Ženski Odbojkaški Klub Spalato 1700 è una società pallavolista femminile croata con sede a Spalato: milita nel campionato di 1.A Liga.

## Storia della società
Il club dello Ženski Odbojkaški Klub Spalato 1700 è stato fondato nel 1979, dopo gli VIII Giochi del Mediterraneo che si svolsero proprio a Spalato. Dopo la separazione della Croazia dalla Jugoslavia e la formazione di un campionato autonomo il club partecipa alla massima divisione: pur non ottenendo mai grossi risultati, le principali soddisfazioni arrivano soprattutto dalle formazioni impegnate nei campionati giovanili.
Nella stagione 2008-09, grazie al terzo posto in campionato lo ŽOK Spalato conquista la prima partecipazione ad una competizione europea, la Coppa CEV, mentre nel 2010 accede alla Champions League 2010-11 grazie ad una wild-card.